# Raststätte Eichsfeld
Die Raststätte Eichsfeld liegt an der Bundesautobahn 38 zwischen den Abfahrten Leinefelde-Worbis und Breitenworbis im Landkreis Eichsfeld in Thüringen. Ihr Name bezieht sich auf die Kulturlandschaft des Eichsfeldes.

## Geschichte und Nutzung
Die Raststätte befindet sich in der Gemarkung der Gemeinde Breitenworbis inmitten des Eichsfelder Kessels. Eröffnet wurde die Rastanlage 2016 zunächst auf der Südseite in Fahrtrichtung Leipzig und anschließend auf der Nordseite in Fahrtrichtung Göttingen. Ausgestattet ist sie mit einer Tankstelle und Parkmöglichkeiten für LKW und PKW in jede Richtungsfahrbahn und Restaurants der Marke Serways. Auf dem Areal befinden sich außerdem Sanitäranlagen und Duschen auch für Fernfahrer, Angebote für Kinder und Babypflege und E-Ladesäulen.
Bei der Außengestaltung der Anlage wurden auch regionale Baustoffe wie Muschelkalksteine genutzt und sie gestattet Ausblicke in die Landschaft des östlichen Eichsfeldes.